# Sit arheologic

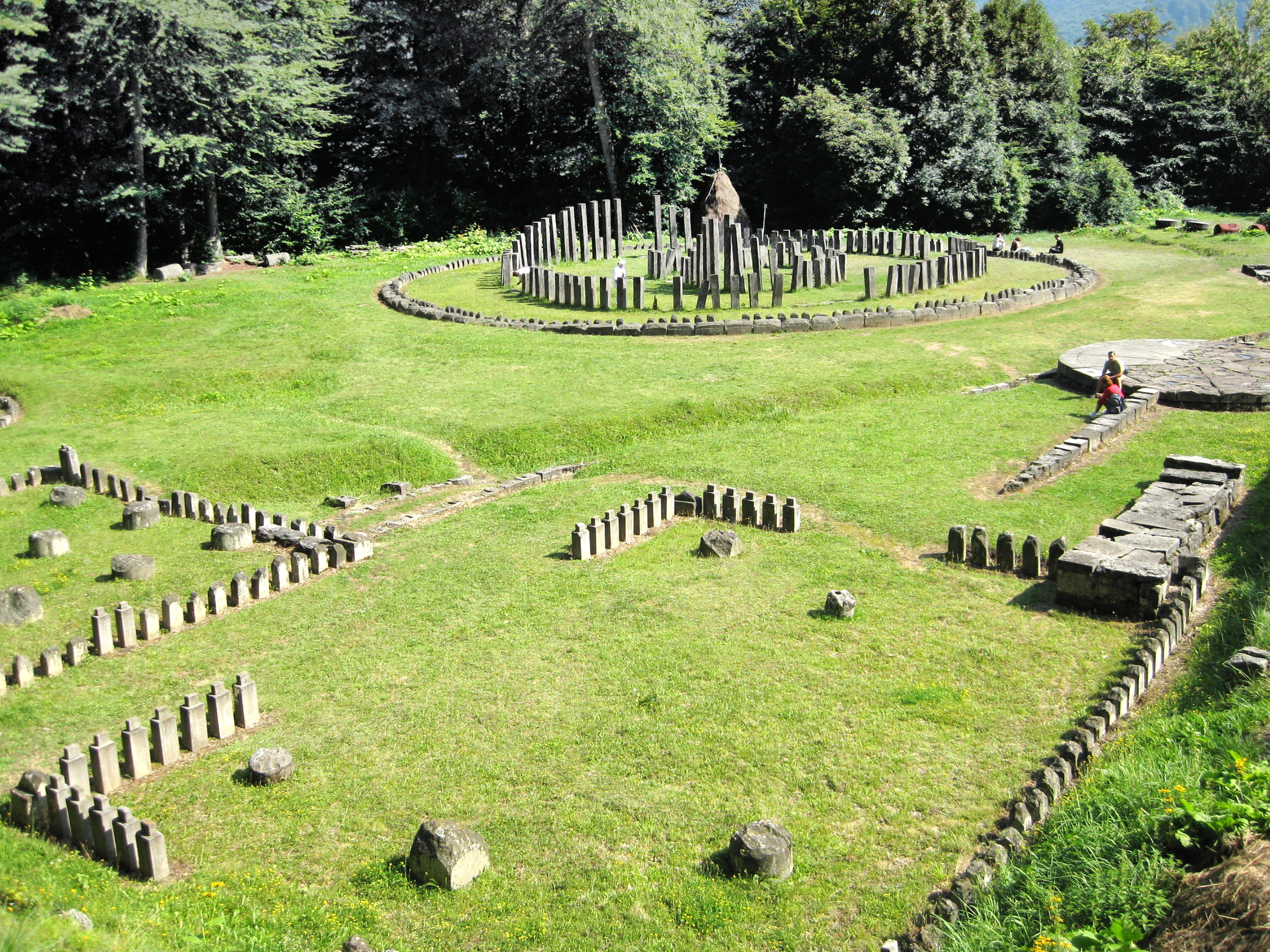
Sarmizegetusa Regia

Un sit arheologic este un teren, care cuprinde vestigii arheologice, ce reprezintă habitatul uman din diferite etape ale evoluției sale, cuprinzând structuri arhitecturale, urbanistice, tehnice, amenajări, precum și alte urme ale civilizației umane, în contextul natural, la suprafața solului sau sub acesta, identificate prin metode arheologice, informații documentare sau alte metode  și care a fost sau poate fi investigat științific.
Conform legii, în România proprietarii unui teren nu au dreptul să împiedice acccesul la un sit arheologic descoperit pe terenul lor, dar sunt îndreptățiți la plata unor despăgubiri pentru veniturile agricole nerealizate pe terenurile care fac obiectul săpăturilor arheologice, pentru perioada în care se desfășoară acestea și sunt scutiți de plata impozitului pe terenul agricol pentru suprafețele afectate de cercetările arheologice, pe întreaga durată a efectuării acestora. 

## Liste de situri arheologice
- Listă de situri arheologice sortată pe țări
- Listă de situri arheologice sortată pe continente și epoci
- Listă de situri arheologice din România sortată pe județe
- Harta interactiva cu vestigiile Romaniei grupate pe judete

## Galerie

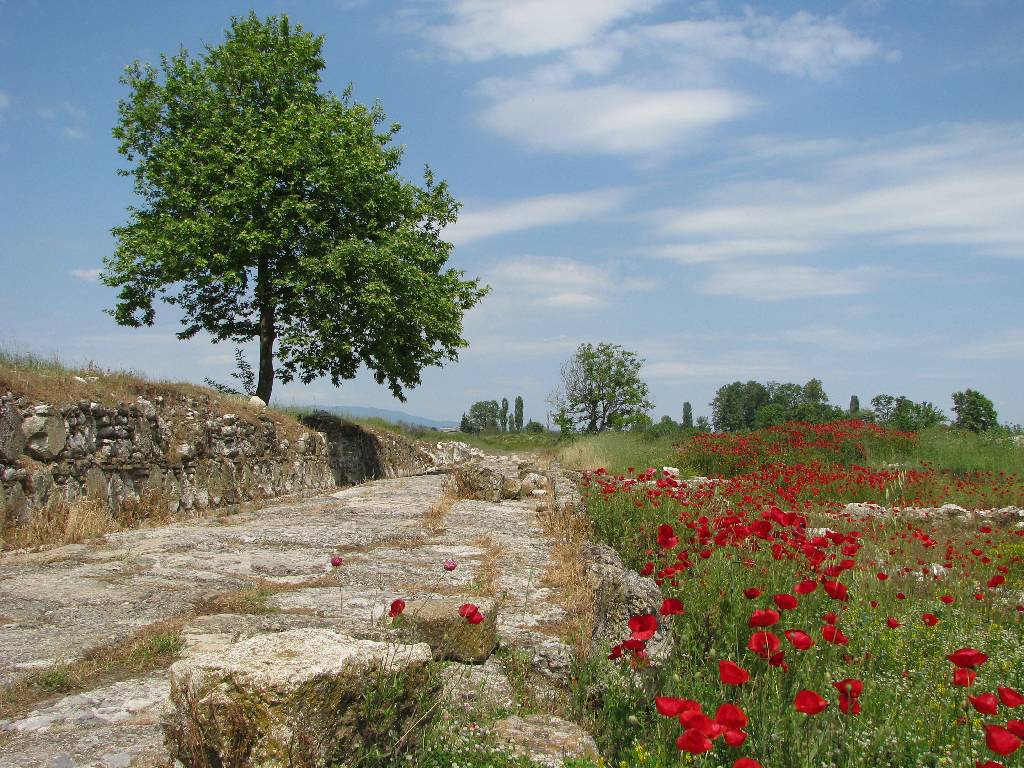
Dion - sit arheologic
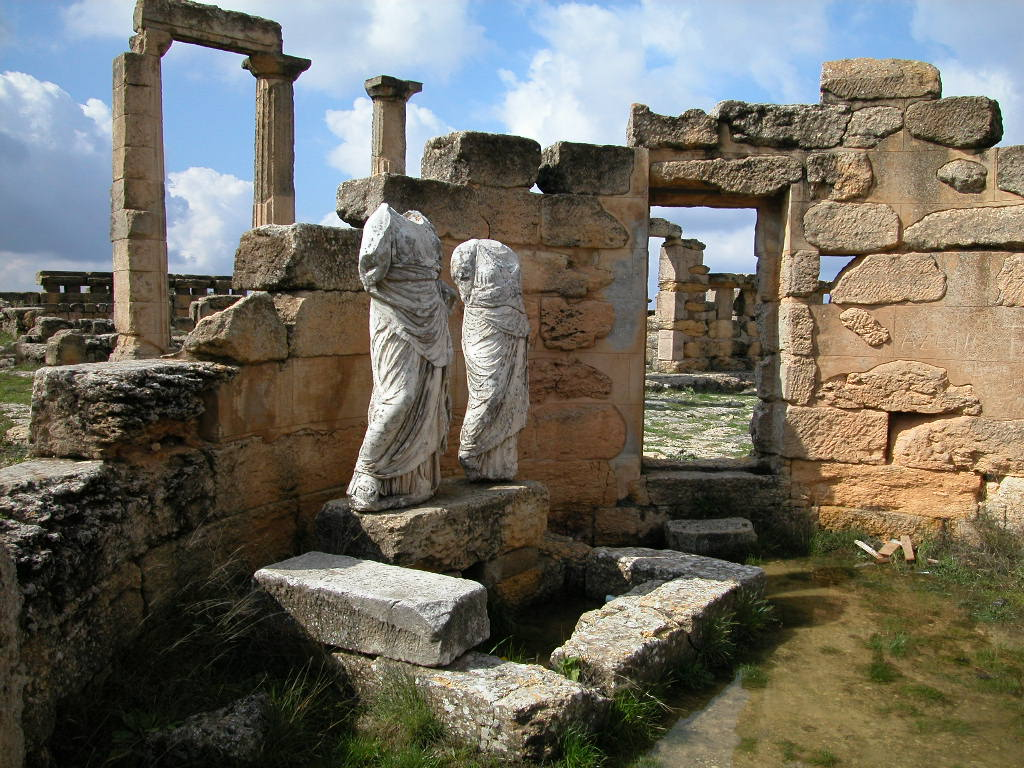
Sit arheologic din  Cyrene
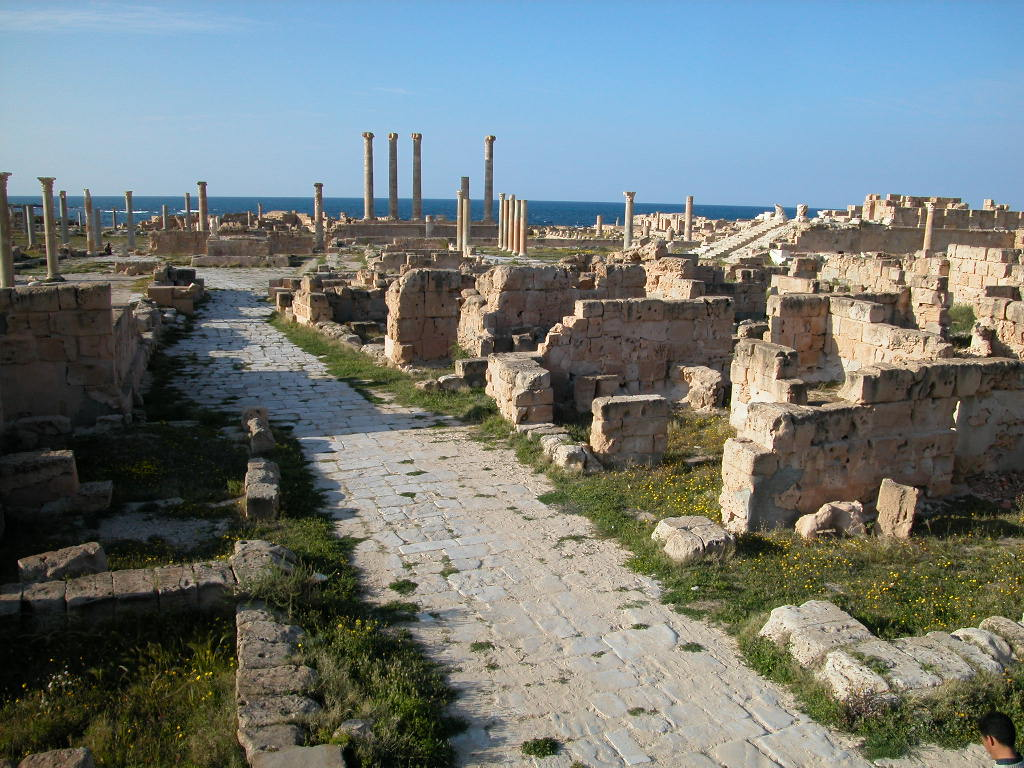
Situl arheologic din Sabratha, Libia
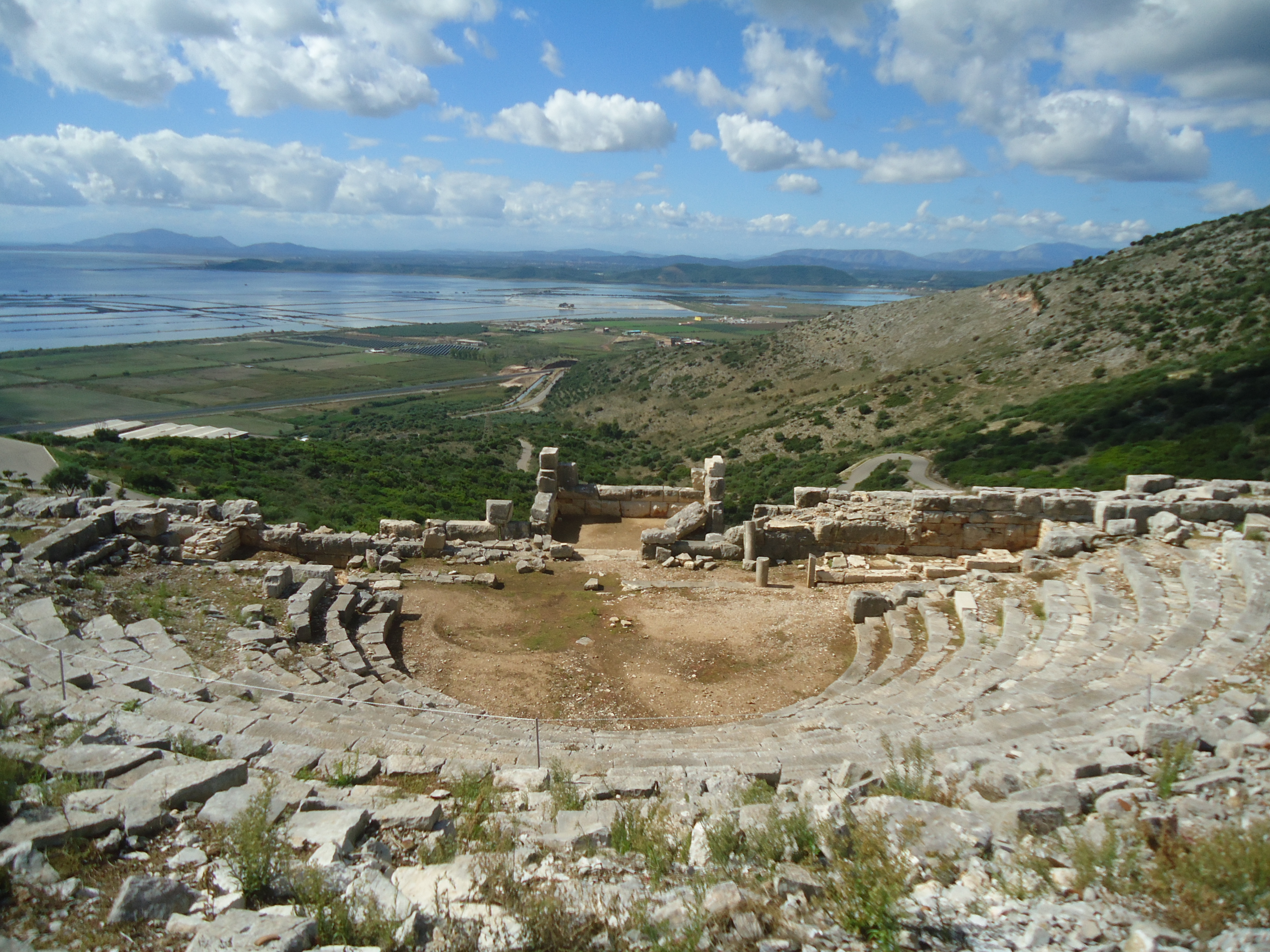
Pleuron, Aetolia sit arheologic din Grecia
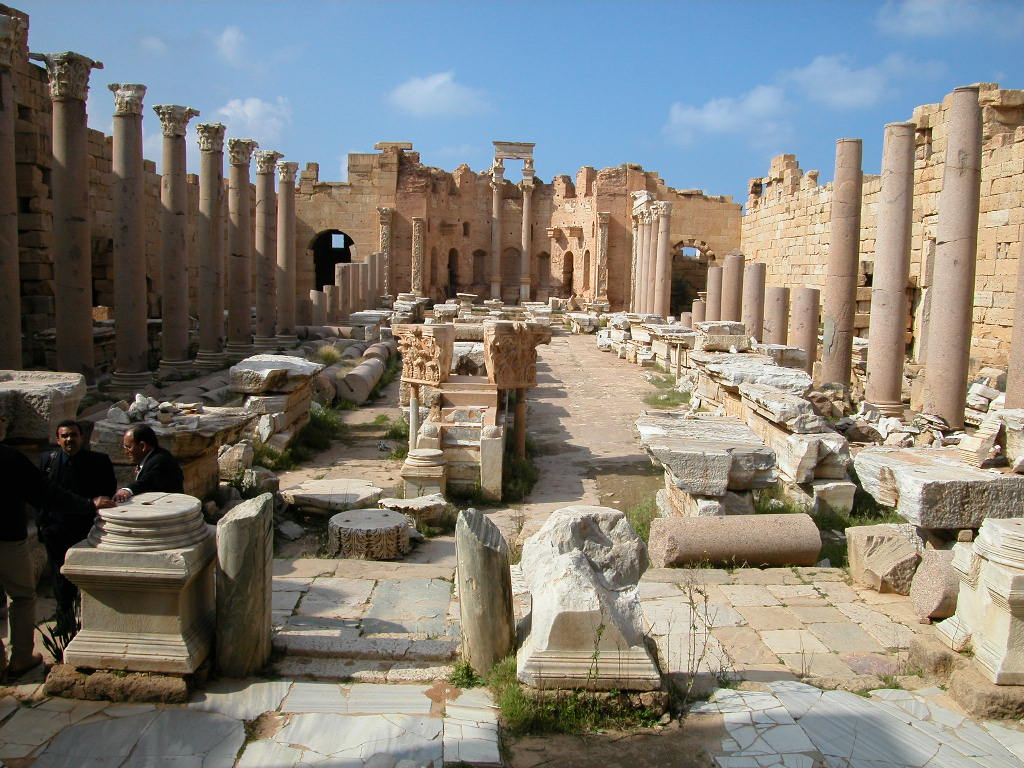
Leptis Magna sit arheologic
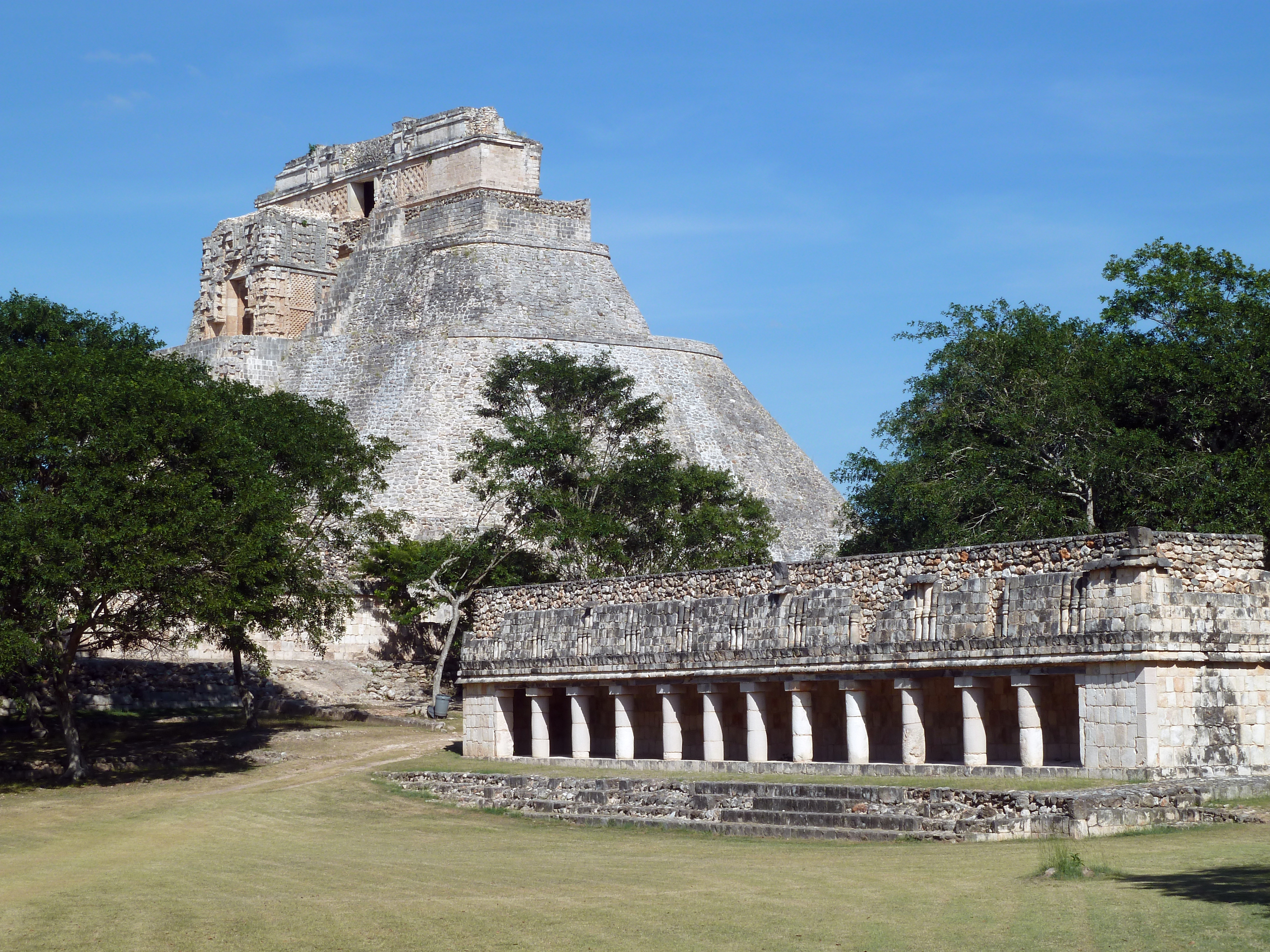
Un sit Mayaş în Uxmal, Mexic